# 7icons

7Icons en el Playlist Festival 2023.

7icons (/ sɛvən aɪkɒns / o en Bahasa indonesio en su Pronunciación: [siete aykens]) es un grupo musical femenino de género electropop de Indonesia. Formado por siete cantantes o voces femeninas, el 28 de octubre de 2010, fue el primer grupo femenino de Indonesia, en popularizar un estilo moderno que combina el canto y el baile, con un rendimiento de forma simultánea dentro de la música popular alegre. El grupo está formado por siete chicas integrantes como: A.T/Angel.Tee, GC, Mezty Mez, Natly, Linzy, PJ, y T-Sha. 
El nombre de 7icons, proviene de siete afortunadas y ambición como iconos. Su concepto de Icon Group, es una característica personal, para representar a cada una de las integrantes como las únicas iconos. El grupo debutó con primer sencillo titulado "Playboy". Con su popularidad, ambas integrantes también debutaron como actrices de cine y series de televisión, sus fanes fundaron un club de la comunidad bajo el nombre de "Iconia".

## Discografía

### Álbumes
| Título del álbum     | Formato              | Lanzamiento | Pistas |
| -------------------- | -------------------- | ----------- | --- |
| Loveable             | CD Mini Album        | 2011        | Track: * Bidadari (Created by: Kiki [Bean]) * Jealous (Created by: Adrian Warouw) * Tahan Cinta (Created by: Raymond) * Penjaga Hati (Created by: Abdul[Coffe Theory] & Riza) Bonus Track: * Playboy (Created by: Dewiq/DJ Sumantri) |
| The Journey of Love  | CD Debut Album       | 2012        | Track: * Bidadari (Created by: Kiki [Bean]) * Jealous (Created by: Adrian Warouw) * Tahan Cinta (Created by: Raymond) * Penjaga Hati (Created by: Abdul[Coffe Theory] & Riza) * Egois (Created by: Abdul[Coffe Theory]) * Sabar Sayang (Created by: Arlan) * Jangan Lagi (Created by: Bimo Sulaksono) * Nempel Di Hati{My Friends} (Created by: Angel Icons) * Patah Hati (Created by: Kiki [Bean]) * Playboy (Created by: Dewiq/DJ Sumantri) |
| Bebi Romeo Mega Hits | CD Album Compilation | 2012        | Single: * Cinta Cuma Satu (Created by: Bebi Romeo & Re-arrangement: J-Flow) |
| OST Cinta 7 Susun    | Digital Album        | 2013        | Track: * Cinta 7 Susun (Created by: Anda Wardhana & Deni Indrajaya) * PHP{Pemberi Harapan Palsu} (Created by: Created by: Anda Wardhana) * TTP{Tiba Tiba Posesif} (Created by: Created by: Anda Wardhana) |
| 7icons & Friends     | CD Album Compilation | 2013        | Track: * Cinta 7 Susun (Created by: Anda Wardhana & Deni Indrajaya) |
| Keci Christmas Songs | CD Album Compilation | 2013        | Track: * Feliz Navidad (Created by: José Feliciano) |
| Kisah Cinta 7icons   | Digital Album        | 2014        | Track: * Nempel Di Hati (My Friends) (By: Angel Icons) * Cinta Cuma Satu "Exclusive Korean" (By: Bebi Romeo & Re-aransemen: J-Flow) * Sabar Sayang (By: Arlan) * Playboy "Exclusive Korean" (By: Dewiq/DJ Sumantri) * PHP (Pemberi Harapan Palsu) (By: Anda Wardhana) * Cinta 7 Susun (By: Anda Wardhana & Deni Indrajaya) |
| Kisah 3 Bintang      | CD Album Compilation | 2014        | Track: * Nempel Di Hati{My Friends} (Created by: Angel Icons) * Bidadari (Created by: Kiki [Bean]) * Playboy (Created by: Dewiq/DJ Sumantri) * Jealous (Created by: Adrian Warouw) |

### Sencillos
| Año  | Título                     | Posición en los charts | Álbum                |
| Año  | Título                     | Ind                    | Álbum                |
| ---- | -------------------------- | ---------------------- | -------------------- |
| 2011 | Playboy                    | 2                      | The Journey of Love  |
| 2011 | Jealous                    | 52                     | The Journey of Love  |
| 2011 | Penjaga hati               | 30                     | The Journey of Love  |
| 2012 | Tahan Cinta                |                        | The Journey of Love  |
| 2012 | Cinta Cuma Satu            | 5                      | Bebi Romeo Mega Hits |
| 2012 | Nempel Di Hati(My Friends) |                        | The Journey of Love  |
| 2013 | Cinta 7 Susun              | 1                      | 7icons & Friends     |
| 2013 | Feliz Navidad              | 1                      | Keci Christmas Songs |
| 2014 | Mana Tahan                 |                        |                      |

### Videos musicales
| Título de la canción | Versión        | Información                                               |
| -------------------- | -------------- | --------------------------------------------------------- |
| Playboy              | "School Girls" | Produced and directed by Trans TV for Go Go Girls         |
| Playboy              | "Cheersleader" | Promotional video for Telkom's product, Flexi Gaul Cerdas |
| Playboy              | "Audition"     | Directed by Monty Tiwa                                    |
| Jealous              | "Rainy day"    | Produced by Reza and directed by Kiki Mariana Keci Music  |